# 西部劇映画主題曲集
『西部劇映画主題曲集』は、原田実とワゴン・エースのアルバム。1962年11月に東芝音楽工業からリリースされた。

## 収録曲
Side 1
1. 黄色いリボン
2. OK牧場の決斗
3. 遙かなる山の呼び声
4. 駅馬車
5. ボタンとリボン

Side 2
1. ハイ・ヌーン
2. 皆殺しの歌
3. 大いなる西部
4. 帰らざる河
5. デイヴィー・クロケットの歌

## パーソネル
原田実とワゴン・エース
- 原田実（スティール・ギター、編曲）